# 京都府道132号太秦上桂線
京都府道132号太秦上桂線（きょうとふどう132ごう うずまさかみかつらせん）は、京都府京都市右京区から京都市西京区に至る一般府道である。

## 概要
京都市右京区太秦蜂岡町から京都市西京区上桂東居町に至る。別名、梅津街道。

### 路線データ
- 起点：京都府京都市右京区太秦蜂岡町（太秦交差点、京都府道112号二条停車場嵐山線交点、京都府道131号花園停車場広隆寺線終点）
- 終点：京都市西京区上桂東居町（上桂東居町交差点、京都府道123号水垂上桂線交点）

## 路線状況

### 別名
- 梅津街道

### 道路施設

#### 橋梁
- 上野橋（桂川、京都市右京区 - 京都市西京区）

## 地理

### 通過する自治体
- 京都市（右京区 - 西京区）

### 交差する道路
| 交差する道路                                                           | 市町村名 | 市町村名 | 交差する場所 | 交差する場所            |
| ---------------------------------------------------------------------- | -------- | -------- | ------------ | ----------------------- |
| 京都府道112号二条停車場嵐山線 / 三条通 京都府道131号花園停車場広隆寺線 | 京都市   | 右京区   | 太秦蜂岡町   | 太秦交差点 / 起点       |
| 京都市道186号嵐山祇園線 / 四条通                                       | 京都市   | 右京区   | 梅津段町     | 梅津段町交差点          |
| 京都府道113号梅津東山七条線                                            | 京都市   | 右京区   | 梅津堤上町   | 上野橋交差点            |
| 京都府道123号水垂上桂線                                                | 京都市   | 西京区   | 上桂東居町   | 上桂東居町交差点 / 終点 |

### 交差する鉄道
- 京福電気鉄道嵐山本線

### 沿線
- 広隆寺
- 右京区役所
- 右京警察署
- 京福電気鉄道嵐山本線 太秦広隆寺駅
- 京都市立太秦小学校
- 京都太秦朱雀郵便局
- 三菱自動車 京都製作所
- 京都信用金庫 梅津支店
- 日新電機 本社工場
- 梅津大神宮
- 京都市立桂川小学校
- 上桂公園
- 長恩寺